# Welton Le Wold
Welton Le Wold est une paroisse civile et un village du Lincolnshire, en Angleterre.